# Дати дуба (фільм)
«Дати дуба» (фр. L'Arme à gauche) — французький пригодницький фільм режисера Клода Соте 1965 року, знятий за романом Чарльза Вільямса «На мілині» (Aground, 1960).

## Сюжет
У Санто-Домінго досвідчений шкіпер Жак Курно (Ліно Вентура) перевіряє якість вітрильного човна «Драгун», який хоче купити пан Гендрікс (Альберто де Мендоса) у його власниці — пані Осборн (Сільва Кошина). Після ретельного огляду судна Курно рекомендує придбати яхту і пан Гендрікс погоджує ціну з пані Осборн. Однак, не минуло й кількох днів потому, як Курно допитує поліція, бо пан Гендрікс і «Драгун» зникли, а на пляжі знаходять трупи незнайомців — жертви насильницької смерті. Пані Осборн і Курно вирушають на пошуки яхти в Карибському морі, але виявляється, що її викрали контрабандисти, які торгують зброєю. Зав'язується тривала боротьба з бандитами.

## Ролі виконують
- Ліно Вентура — Жак Курно, шкіпер, експерт яхт
- Сільва Кошина — Рей Осборн, багата молода американка, власниця яхти
- Лео Гордон[fr] — Морісон, лідер групи контрабандистів зброї
- Альберто де Мендоса[fr] — Гендрікс, покупець яхти
- Антоніо Мартін — Руїс, помічник Гендрікса
- Жан-Клод Берк — Авері
- Джек Леонард — Кефер

## Навколо фільму
- Французька назва фільму «L'Arme à gauche» перекладається як «Зброя зліва». Фраза походить від французького військового терміна для гвинтівки. У XVII столітті, коли для заряджання гвинтівки військові тримали її лівою рукою, а правою треба було здійснити багато тривалих дій, вони ставали дуже вразливими. Тому команда «Зброя зліва» збільшувала загрозу бути вбитим або пораненим.